# Центінг
Центінг (нім. Zenting) — громада в Німеччині, знаходиться в землі Баварія. Підпорядковується адміністративному округу Нижня Баварія. Входить до складу району Фраюнг-Графенау. Складова частина об'єднання громад Турмансбанг.
Площа — 21,74 км2. Населення становить 1118 ос. (станом на 31 грудня 2020).

## Галерея

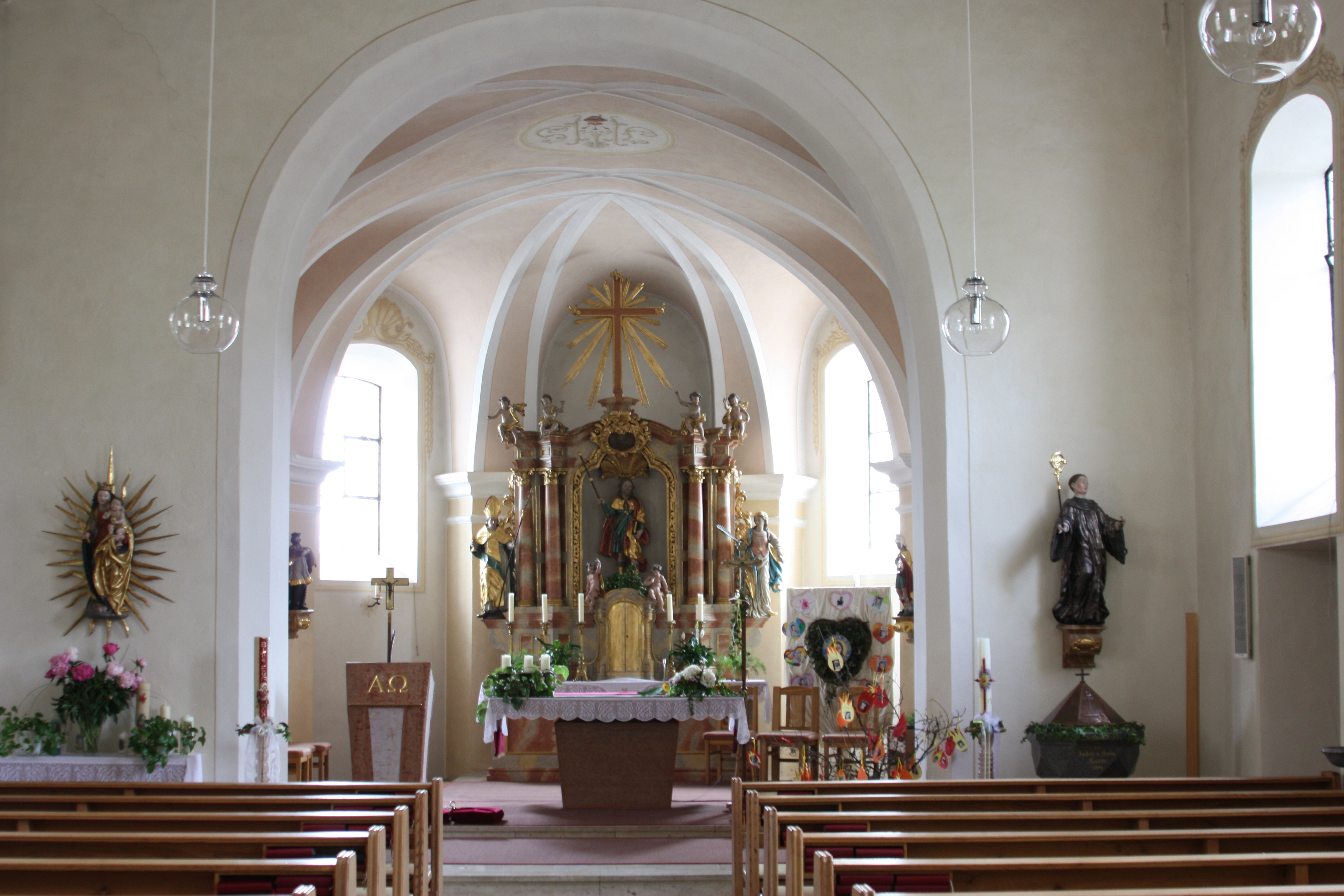
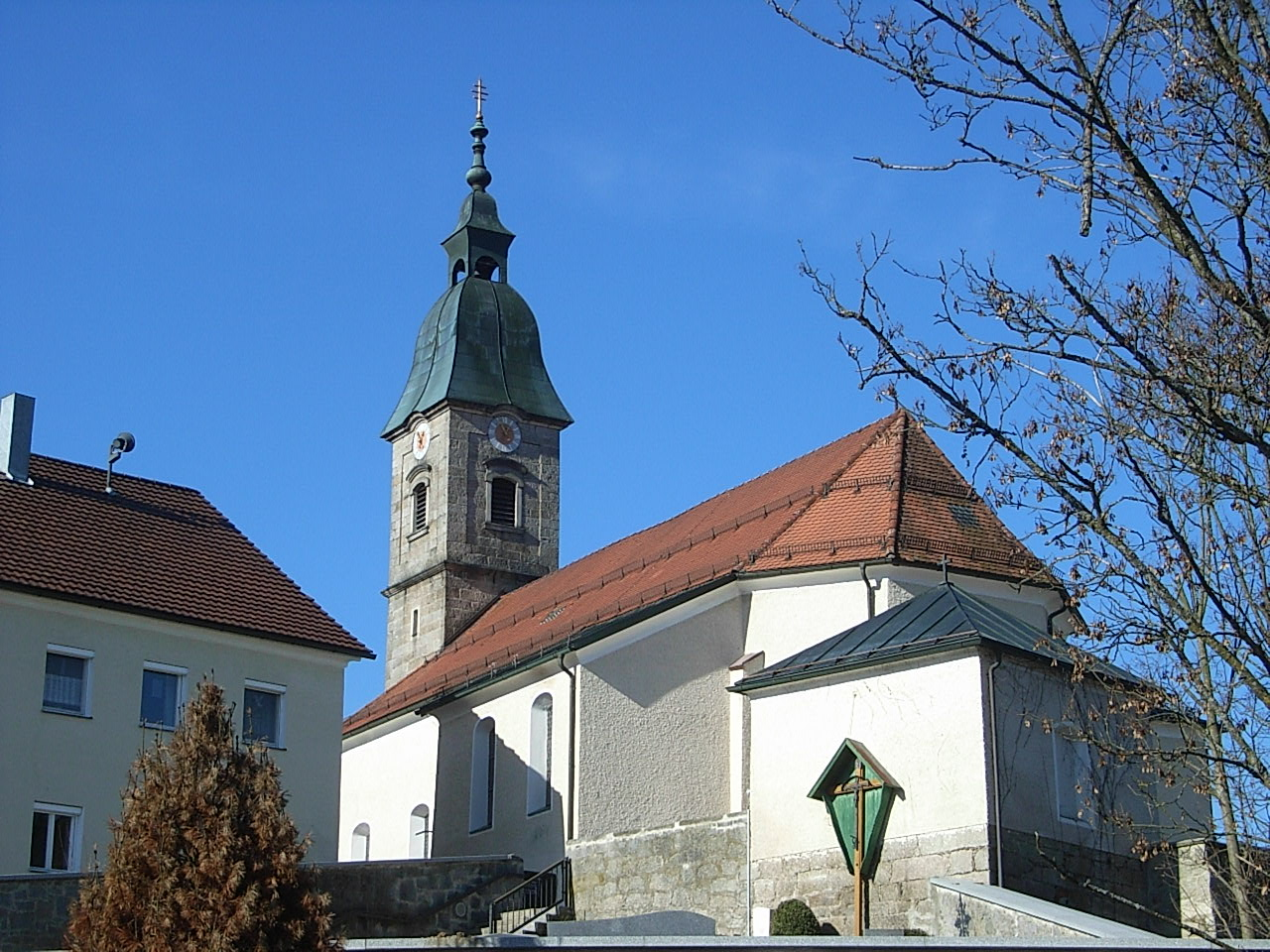